# Sporting CP

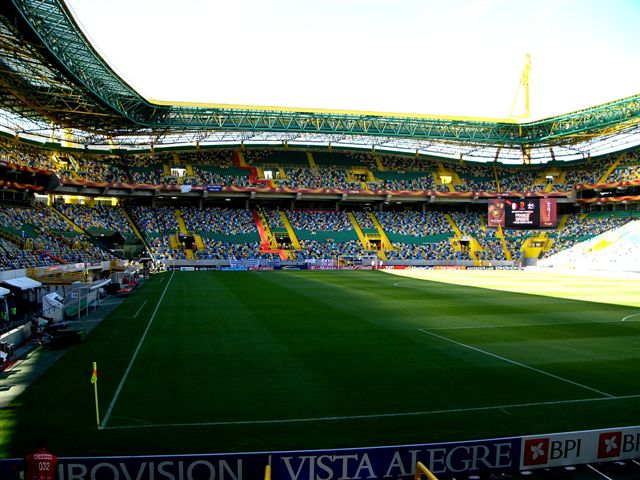
Stadion

Sporting Clube de Portugal (mezinárodně známý též jako Sporting Lisabon) je portugalský fotbalový klub z Lisabonu založený roku 1906. V Primeira Lize patří k popředním klubům. Své domácí zápasy hraje na Estádio José Alvalade. Klubové barvy jsou bílá a zelená.
Sporting je také pravidelným účastníkem evropských pohárů – Ligy mistrů a Evropské ligy.

## Historie
Sporting byl založen v roce 1906. Za zrodem Sportingu stál legendární José Alfredo Holtreman Roquette (známější jako José Alvalade), jehož jméno je uvedeno v samotném názvu stadionu. Tomu v zakládání klubu pomohl jeho dědeček, který byl šlechtického stavu. Už následující rok se prvně střetl se svým budoucím rivalem Benficou, která tehdy hrála pod názvem Sport Lisboa. V prosincovém utkání musela Benfica čelit tomu, že 8 jejích bývalých fotbalistů nastoupilo už ve dresu Sportingu. Jeden z nich, Candido Rodrigues, vstřelil úvodní branku a dopomohl k vítězství Sportingu 2:1 poté, co si vlastní gól vstřelil zakladatel klubu Benficy a zároveň její záložník Cosme Damiao. V červnu 1922 narazil Sporting poprvé na budoucího rivala FC Porto, a to v pohárovém utkání. První zápas rozhodl hráč Porta Tavares Bastos, který dvěma góly zařídil výhru 2:1. Sportingu se sice podařilo vyhrát domácí odvetu, ve třetím zápase v Portu však domácí opět vyhráli – tentokrát 3:1 – a získali svou první trofej vůbec. V roce 1923 vybojoval Sporting svoji první trofej, když ve finále portugalského poháru porazil tým Académica.
Ve 30. letech nabrala rivalita s FC Porto na intenzitě. V roce 1936 uštědřilo Porto Sportingu vysokou ligovou porážku 10:1, další sezónu to Sporting Portu oplatil výsledkem 9:1. Mimo to Sporting vyhrál ligu v letech 1934, 1936 a 1938. Zlatou érou se ale stala 40. léta a 50. léta, kdy lisabonský celek získal celkem 10 titulů. Osu týmu tvořili fotbalisté Jesus Correia, Albano Pereira, Fernando Peyroteo, Manuel Vasques a José Travassos. Během 60. let se Sporting ocitl ve stínu lisabonského rivala Benficy, která do svého týmu zlanařila „Černého pantera“ Eusébia, který pak v Benfice působil od roku 1960 do roku 1975. V tomto období se Sporting zmocnil ligového titulu jen 4× (1962, 1966, 1970, 1974). Přesto se klub dočkal úspěchu na evropské scéně, a to v sezóně 1963/64, kdy získal Pohár vítězů pohárů poté, co v opakovaném finále zdolal maďarský MTK Budapešť.
Po titulech v roce 1980 a 1982 přišlo hluché období, kdy se tomuto týmu z Lisabonu nepodařilo vyhrát portugalskou ligu takřka dvacet let. Co se naopak podařilo bylo vítězství 7:1 nad Benficou v prosinci 1986. Benfica se oklepala z této porážky a titul nakonec získala.
V ročníku 1993/94 museli příznivci Sportingu „skousnout“ domácí porážku 3:6 od mužstva Benficy.

### Od roku 2000
V závěru ročníku 1999/2000 ukořistil Sporting po dlouhé době titul. V lednu 2001 začala výstavba nového stadionu a opět byl stadion pojmenovaný po Josém Alvaladem. V ročníku 2001/2002 byl tým posílen brazilským útočníkem Máriem Jardelem, který o pár měsíců dříve nastupoval za FC Porto. Jardel hrál velkou roli při zisku dodnes (k únoru 2019) posledního ligového titulu, sám si došel pro Zlatou kopačku, která se uděluje nejlepšímu střelci Evropy za daný rok. Jardel za onu sezónu vstřelil celkově 42 branek. Sporting navíc opanoval též portugalský pohár, čímž získal double. O několik týdnů později Sporting zvítězil také v portugalském Superpoháru. V létě 2003 byl stadion pro EURO 2004 dokončen, tým však opustil Jardel, který zamířil do anglického Boltonu.
Od sezóny 2003/2004 tak hraje Sporting na svém novém stadionu. V sezóně 2004/2005 se týmu podařilo postoupit až do finále Poháru UEFA, přičemž finálový zápas se hrál právě na novém stadionu Sportingu. Ačkoli lisabonský klub vedl díky trefě Rogéria, CSKA Moskva utkání otočilo a vyhrálo 3:1. Posléze se v rámci domácí ligy čtyři po sobě jdoucí sezóny (2005/2006 až 2008/2009) umístil na druhé příčce za Portem. V sezónách 2006/2007 a 2007/2008 se stal vítězem domácího poháru po výhře nad Belenenses Lisabon, respektive nad FC Porto. Přesto, že maximem posledních let bylo druhé ligové místo, dosáhl Sporting na výhru v domácím poháru v roce 2015.
Na jaře 2018 Sporting neuspěl v Evropské lize, když ve čtvrtfinále nestačil na pozdějšího vítěze Atlético Madrid. Neuspěl ani v domácí lize, získal až třetí místo, čímž přišel o Ligu mistrů pro další sezónu. Během tréninku v půlce května se stal trenér Jorge Jesus se svými svěřenci cílem útoku přibližně 50 fanoušků v kapucích s tyčemi a opasky, kteří byli nespokojení s výkony mužstva. Následoval exodus několika fotbalistů, trenéra Jorgeho Jesuse a odchod ředitele Bruna de Carvalha.
V sezóně 2018/19 byl Sporting nasazen do základní skupiny Evropské ligy, kde se postupně střetl s Arsenalem, Poltavou a Karabachem. Ze skupin postoupil ze druhého místa, v šestnáctifinále na něj čekal španělský Villareal. Sporting začal první utkání na domácí půdě, ale podlehl Španělům 0:1.
Navzdory brzkému vyřazení v Evropě od LASK Linz se sezóna 2020/21 zapsala do klubové historie, neboť ukončila téměř dvě dekády čekání na mistrovský titul. Góly střílející 22letá posila Pedro Gonçalves, hostující mistr Evropy João Mário a další hostující křídelník Pedro Porro náleželi k platným posilám, které napomohli k lednovému triumfu v ligovém poháru proti Braze. Titul mistra se stal jistotou v první polovině května, podpořila jej nejlepší obrana ligy i Gonçalvesových 23 gólů.

## Úspěchy
- 21× vítěz Primera Ligy (1940–41, 1943–44, 1946–47, 1947–48, 1948–49, 1950–51, 1951–52, 1952–53, 1953–54, 1957–58, 1961–62, 1965–66, 1969–70, 1973–74, 1979–80, 1981–82, 1999–2000, 2001–02, 2020/21, 2023/24, 2024/25)[8]
- 17× vítěz portugalského fotbalového poháru (1940–41, 1944–45, 1945–46, 1947–48, 1953–54, 1962–63, 1970–71, 1972–73, 1973–74, 1977–78, 1981–82, 1994–95, 2001-02, 2006–07, 2007–08, 2014–2015, 2018-19)[9]
- 8× vítěz portugalského Superpoháru (1982, 1987, 1995, 2000, 2001, 2007, 2008, 2015)

## Známí hráči
- Fernando Peyroteo
- Jorge Paulo Futre
- Hilário da Conceição
- Vítor Damas
- Luís Figo
- Cristiano Ronaldo
- João Moutinho
- Nani
- Bruno Fernandes
- Krasimir Balakov
- Fábio Rochemback
- Mário Jardel
- Héctor Yazalde